# Mobilizacja (1939)

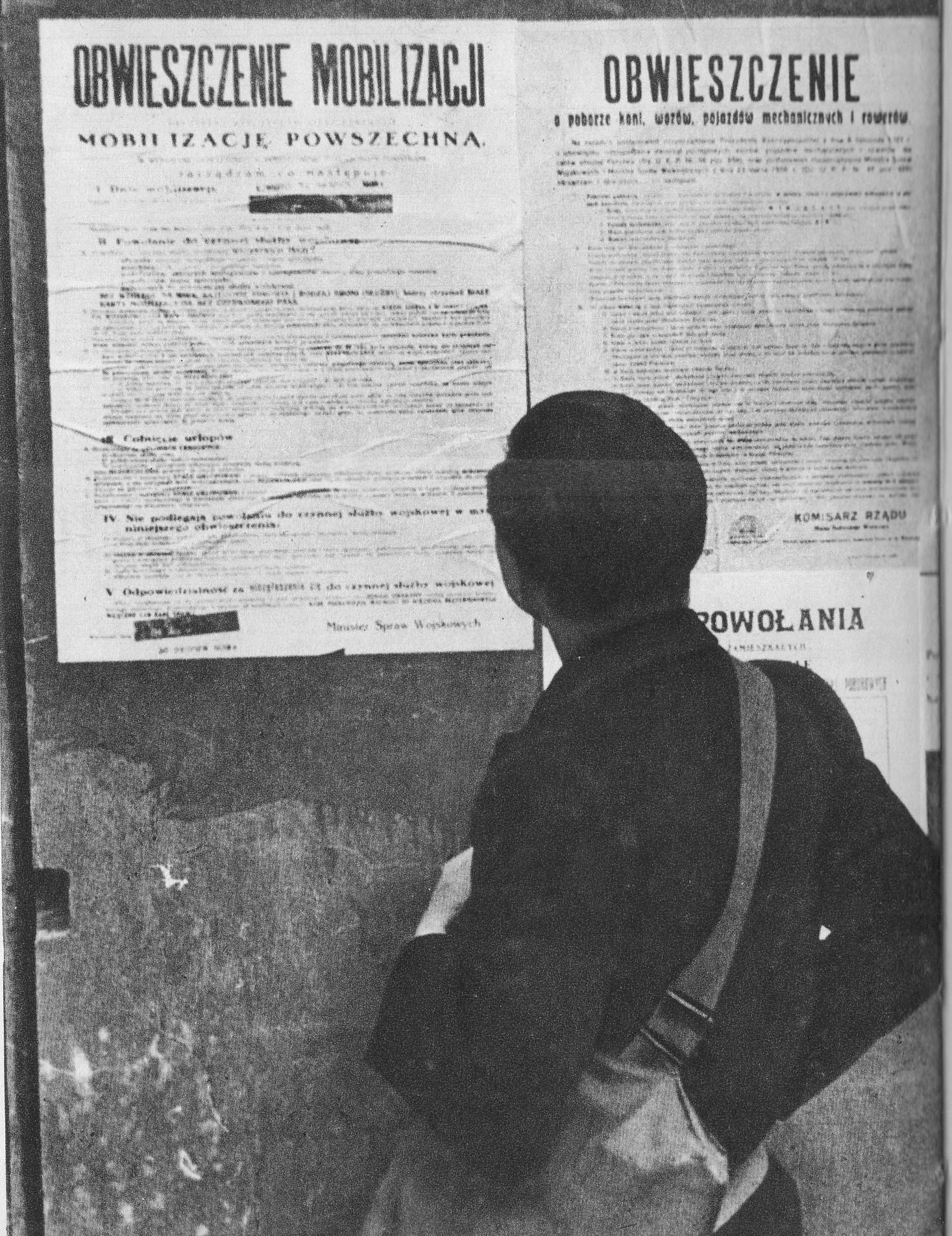
Mężczyzna czytający obwieszczenie o mobilizacji, 30 sierpnia 1939

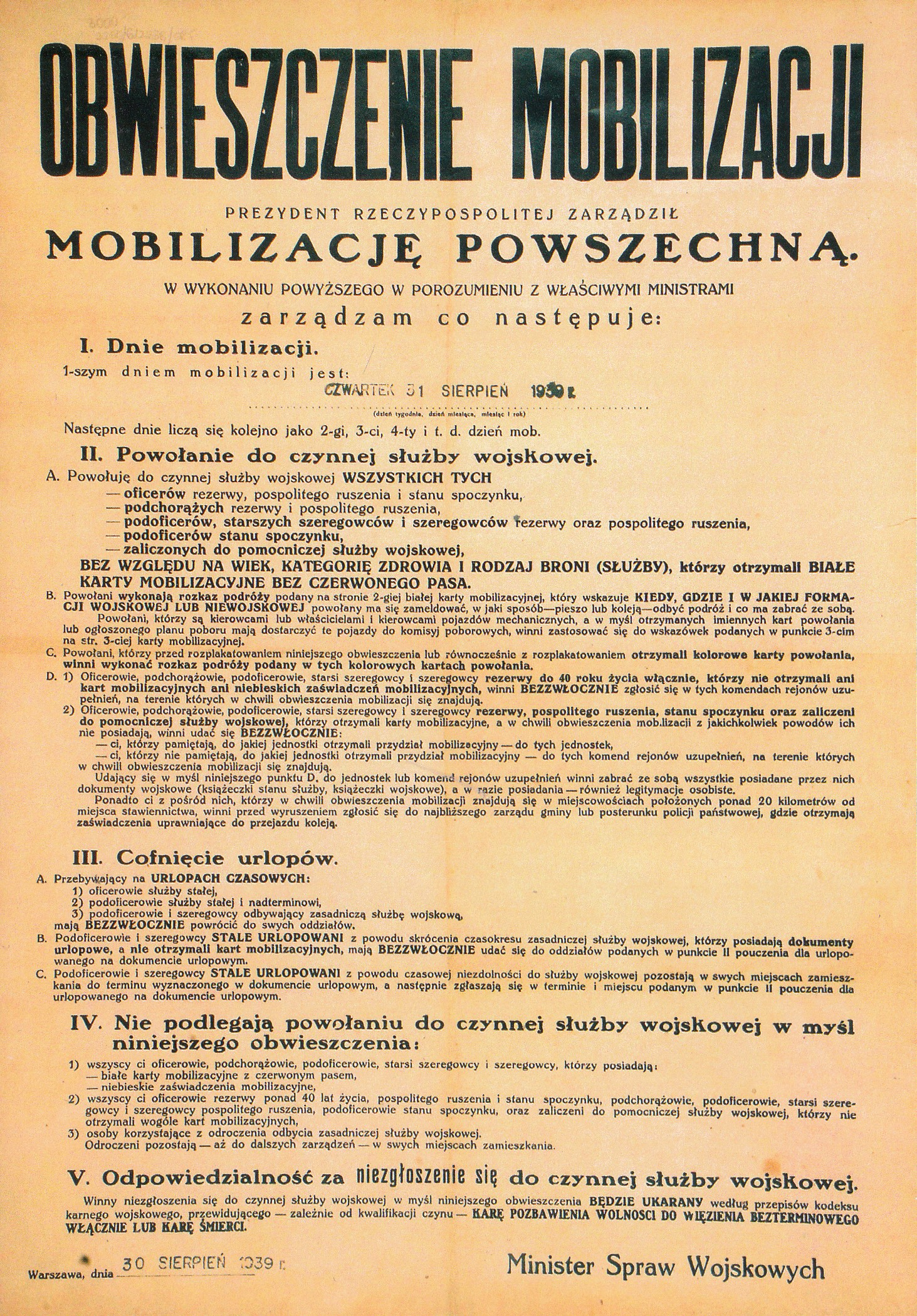
Treść obwieszczenia o mobilizacji z sierpnia 1939 roku

Wysiłek mobilizacyjny Wojska Polskiego we wrześniu 1939 r. – wykaz jednostek WP zmobilizowanych w trakcie mobilizacji niejawnej i powszechnej w 1939 r., w oparciu o plan mobilizacyjny „W” i jego wariant „W2” oraz improwizowanych w toku działań wojennych z uwzględnieniem ilości i rodzajów uzbrojenia.

## Jednostki WP zmobilizowane i improwizowane

### Kwatery Główne
- Kwatera Główna Naczelnego Wodza,
- Grupy Armii (równorzędne) – improwizowane w oparciu o zmobilizowane dowództwa armii:
  - Grupa Armii gen. Dąb-Biernackiego (Front Północny)
  - Grupa Armii gen. Piskora (Front Środkowy)
  - Grupa Armii gen. Sosnkowskiego (Front Południowy)
  - Grupa Armii gen. Kutrzeby
  - Grupa Armii gen. Rómmla
- Armie (równorzędne):
  - zmobilizowane:
    - Armia „Modlin”
    - Armia „Pomorze”
    - Armia „Poznań”
    - Armia „Łódź” (Armia „Warszawa”)
    - Armia „Kraków”
    - Armia „Karpaty” (Armia „Małopolska”)
    - Armia Odwodowa „Prusy”
    - Samodzielna Grupa Operacyjna „Narew”
    - Dowództwo Floty

  - improwizowane:
    - Armia „Lublin”
- Grupy operacyjne (równorzędne):
  - zmobilizowane:
    - Grupa Odwodów „Wyszków” (Korpus Interwencyjny)
    - Grupa Operacyjna „Wschód” (Grupa Operacyjna gen. Bołtucia)
    - Grupa Operacyjna „Piotrków”
    - Grupa Operacyjna „Śląsk” (Grupa Operacyjna „Jagmin”)
    - Grupa Operacyjna „Bielsko” (Grupa Operacyjna „Boruta”)
    - Grupa Operacyjna Kawalerii Nr 1
    - Grupa Operacyjna Kawalerii Nr 2
    - Grupa Operacyjna gen. bryg. Jana Kruszewskiego
    - Grupa Operacyjna „Jasło”
    - Grupa Operacyjna „Koło” (GO gen. bryg. Knolla-Kownackiego) zorganizowana na bazie Dowództwa Okręgu Korpusu Nr VII,

  - improwizowane w oparciu o dowództwa okręgów korpusów oraz dowództwa wielkich jednostek:
    - Samodzielna Grupa Operacyjna „Polesie” zorganizowana na bazie Dowództwa Okręgu Korpusu Nr IX
    - Grupa Operacyjna gen. bryg. Tokarzewskiego-Karaszewicza zorganizowana na bazie Dowództwa Okręgu Korpusu Nr VIII,
    - Grupa Operacyjna „Sieradz” (Grupa operacyjna gen. bryg. Dindorfa-Ankowicza improwizowana na bazie dowództwa 10 DP
    - Dowództwo Obrony Warszawy zorganizowane w oparciu o Komendę Główną Straży Granicznej
    - Grupa Operacyjna „Tadeusz” (utworzona 4.IX. przez dowódcę Armii „Modlin” dla koordynacji działań 8 DP, 20 DP i Nowogródzkiej BK oraz przedmość Płock i Wyszogród)

### Piechota

#### Dywizje i równorzędne
- 30 dywizji piechoty czynnych nr 1 – 30,
- 9 dywizji piechoty rezerwowych nr 33, 35, 36, 38, 39, 41, 44, 45 i 55,
- 2 dywizje piechoty improwizowane nr 50 i 60,
- Lądowa Obrona Wybrzeża,
- Dowództwo Odcinka „Warszawa-Zachód” Dowództwa Obrony Warszawy,
- Dowództwo Odcinka „Warszawa-Wschód” Dowództwa Obrony Warszawy,

#### Brygady (równorzędne)
- 3 brygady strzelców górskich nr 1, 2 i 3
- Brygada KOP „Polesie”,
- Grupa Forteczna Obszaru Warownego „Śląsk”,
- 7 dowództw brygad Obrony Narodowej:[1]
  - Morska Brygada Obrony Narodowej na jej bazie sformowano dowództwo Lądowej Obrony Wybrzeża
  - Warszawska Brygada Obrony Narodowej jako Dowództwo Przedmościa „Zegrze” w składzie Armii „Modlin”
  - Pomorska Brygada Obrony Narodowej jako Dowództwo Zgrupowania „Chojnice” w składzie Armii „Pomorze”
  - Chełmińska Brygada Obrony Narodowej jako Dowództwo Oddziału Wydzielonego „Toruń” w składzie Armii „Pomorze”
  - Poznańska Brygada Obrony Narodowej w składzie Armii „Poznań”
  - Kaliska Brygada Obrony Narodowej w składzie Armii „Poznań”
  - Sieradzka Brygada Obrony Narodowej jako Dowództwo Oddziału Wydzielonego Nr 2 w składzie Armii „Łódź”
- Zgrupowanie „Brześć”

#### Pułki i równorzędne (132)
- 84 pułki piechoty nr 1 – 45 i 48 – 86,
- 6 pułków strzelców podhalańskich nr 1 – 6,
- 2 pułki strzelców górskich nr 1 i 2,
- 2 pułki strzelców morskich nr 1 i 2,
- 28 rezerwowych pułków piechoty nr 93, 94, 95, 96, 97, 98, 114, 115, 116, 133, 134, 135, 144, 145, 146, 154, 155, 156, 163, 164, 165, 201, 202, 203, 204, 205, 206, 207,
- 4 dyspozycyjne dowództwa pułku piechoty nr 208, 209, 214, 216,
- pułków KOP,
- 1 zmotoryzowany pułk piechoty[2]: p. strz. piesz.
- Rejon Umocniony „Hel”
- półbrygady Obrony Narodowej:[3]
  - Wołyńska Brygada ON (3 bataliony ON)
  - Dziśnieńska Brygada ON (2 bataliony ON)

#### Bataliony (równorzędne)
- 25 samodzielnych batalionów piechoty, strzelców i KOP
- 52 batalionów Obrony Narodowej
- 16 batalionów karabinów maszynowych
- 1 improwizowany batalion moździerzy
- Batalion Marszowy 34 Pułku Piechoty (Zgrupowanie „Brześć”)
- Batalion Marszowy 35 Pułku Piechoty (Zgrupowanie „Brześć”)
- Batalion Marszowy 82 Pułku Piechoty (Zgrupowanie „Brześć”)
- Batalion Wartowniczy Nr 91 (Zgrupowanie „Brześć”)
- Batalion Wartowniczy Nr 92 (Zgrupowanie „Brześć”)

#### Kompanie (równorzędne)
- 18 kompanii karabinów maszynowych przeciwlotniczych typu „A” nr 1-5, 7-14, 17, 19-21 i 23
- 77 kompanii karabinów maszynowych przeciwlotniczych typu „B” nr 1-3, 13-19, 21-24, 31-39, 41-49, 51-59, 61-64, 71, 72, 82-84, 91-95, 97, 101-107, 110-115, 117, 118, 311, 312, 510-513 (łącznie w obu typach kompań 372 plutony i 1.488 ciężkich karabinów maszynowych Maxim wz. 1908 i Hotchkiss wz. 1914)

### Kawaleria
- Dywizje (równorzędne):
- Brygady:
  - 11 brygad kawalerii czynnych
- Pułki:
  - 38 pułków kawalerii
  - 3 zmotoryzowane pułki kawalerii[2]: 1 psk, 10 psk, 24 puł.
  - 1 pułk kawalerii KOP (6 szwadronów kawalerii)
- Dywizjony:
  - 2 dywizjony rozpoznawcze brygad pancerno-motorowych[2] 10 BK i WBPM
  - 1 dywizjon kawalerii KOP „Niewirków”
- Szwadrony kawalerii:
  - 44 szwadrony kawalerii dywizyjnej
  - 6 szwadronów w 1 Pułku Kawalerii KOP
  - 1 szwadron w Dywizjonie Kawalerii KOP „Niewirków”
  - 4 szwadrony kawalerii KOP („Dederkały”, „Bystrzyce”, „Iwieniec”, „Krasne”)

### Artyleria
Artyleria lekka:
- 9 pułków artylerii lekkiej typu I w czynnych dywizjach piechoty nr 2, 4, 5, 7, 8, 17, 20, 21 i 27 (w każdym pułku jeden dywizjon 75 mm armat i dwa dywizjony 100 haubic, 19 pal, który posiadał dwa dywizjony armat i dwa dywizjony haubic przekazał swój III dywizjon stacjonujący w Lidzie, jako III dywizjon 38 pal),
- 20 pułków artylerii lekkiej typu II w czynnych dywizjach piechoty nr 1, 3, 6, 9-16, 18, 19, 22-26 i 28-30 (w każdym pułku dwa dywizjony 75 mm armat i jeden dywizjon 100 mm haubic),
- 9 pułków artylerii lekkiej w rezerwowych dywizjach piechoty nr 32, 33, 38, 40, 51, 54, 55, 61 i 65 (organizacja, jak pułku typu II),
- dywizjonów artylerii lekkiej (armat) w pułkach artylerii lekkiej,
- dywizjonów artylerii lekkiej (haubic) w pułkach artylerii lekkiej,
- 10 samodzielnych dywizjonów artylerii lekkiej – armat (58 dal),
- 10 samodzielnych dywizjonów artylerii lekkiej – haubic (78 dal),
- 2 dywizjony artylerii lekkiej motorowej nr 2 i 16,
  - 3 baterie artylerii lekkiej motorowej – 75 mm armat,
  - 1 bateria artylerii lekkiej motorowej – 100 mm haubic (2 dal mot. zamiast baterii haubic otrzymał baterię armat),
  - 12 x 75 mm armat wz. 1897/1937St,
  - 4 x 100 mm haubice wz. 1914/1919,
- Dywizjon Artylerii Lekkiej Lądowej Obrony Wybrzeża,
- improwizowane pododdziały artylerii lekkiej:
  - Dywizjon Artylerii Lekkiej Zgrupowanie „Brześć” a. 3 baterie armat 75 mm,
  - 5 bateria 11 dak w Warszawie (6 armat 75 mm),
  - 1 bateria „Obrony Warszawy” (armaty 75 mm).

Artyleria pozycyjna:
- 1 dywizjon artylerii fortecznej nr 4,
- 3 baterie artylerii lekkiej specjalnej typ A, B i C nr 11, 12 i 13,
- 23 plutony artylerii pozycyjnej nr 11 – 16, 31 – 38, 51 – 58 i 111,
- 46 x 75 armat wz. 1902,
- 1 x 75 armata wz. 1902 w Wojskowej Składnicy Tranzytowej na Westerplatte,

Artyleria konna:
- 4 dywizjony artylerii konnej nr 1, 9, 11) i 13 (w każdym 4 baterie),
- 7 dywizjonów artylerii konnej nr 2, 3, 4, 5, 6, 7 i 14 (w każdym dywizjonie 3 baterie),
- 1 samodzielna bateria artylerii konnej (15 bak),
- 152 x 75 mm armaty wz. 1902/1926 w 38 bateriach artylerii konnej,

Artyleria górska:
- 3 baterie artylerii górskiej nr 151, 152 i 153 (w każdej 4 armaty),
- 12 x 65 mm armat górskich wz. 1906 (do 20 września 1939 r. planowano zorganizować 4 plutony artylerii górskiej dla Podhalańskiej Brygady ON i Podkarpackiej Brygady ON),

Artyleria ciężka:
- 8 dowództw pułków artylerii ciężkiej nr 1, 2, 3, 4, 5, 6, 7, 9 (w każdym pułku I dywizjon 105 mm armat i II dywizjon 155 mm haubic, w każdym dywizjonie 3 baterie po 4 armaty lub haubice),
- 1 dyspozycyjne dowództwo pułku artylerii ciężkiej nr 11,
- 8 dywizjonów artylerii ciężkiej (105 mm armat) typ I w pułkach artylerii ciężkiej,
- 8 dywizjonów artylerii ciężkiej (155 mm haubic) typ I w pułkach artylerii ciężkiej,
- 4 samodzielne dywizjony artylerii ciężkiej (155 mm haubic) typ I nr 60, 88, 95 i 98 (w każdym dywizjonie 3 baterie po 4 haubice),
- 30 dywizjonów artylerii ciężkiej typu II w czynnych dywizjach piechoty nr 1-15, 16, 17-30 (w każdym dywizjonie 1 bateria 105 mm armat i 2 bateria 155 mm haubic),
- 2 samodzielne dywizjony artylerii ciężkiej (120 mm armat) nr 46 i 47 (w każdym dywizjonie 3 baterie po 4 armaty),
- 1 samodzielny dywizjon artylerii ciężkiej motorowej (120 mm armat) nr 6 (w dywizjonie 3 baterie po 4 armaty),
- 24 baterie artylerii ciężkiej w dywizjonach typu I (w każdej baterii 4 armaty 105 mm),
- 30 baterii artylerii ciężkiej w dywizjonach typu II (w każdej baterii 3 armaty 105 mm),
- 186 105 mm armat wz. 1913 i wz. 1929, w 54 bateriach artylerii ciężkiej typu I i II,
- 9 baterii artylerii ciężkiej w dywizjonach typu I (w każdej baterii 4 armaty 120 mm),
- 36 x 120 mm armat wz. 1878/09/31 i wz. 1878/10/31,
- 36 baterie artylerii ciężkiej w dywizjonach typu I (w każdej baterii 4 haubice 155 mm),
- 30 baterii artylerii ciężkiej w dywizjonach typu II (w każdej baterii 3 haubice 155 mm),
- 234 x 155 mm haubic wz. 1917 w 66 bateriach artylerii ciężkiej,
- razem 456 armat 105 i 120 mm oraz haubic 155 mm w 129 bateriach artylerii ciężkiej,

Artyleria najcięższa:
- 3 samodzielne dywizjony artylerii najcięższej nr 11, 12 i 13,
- 9 baterii artylerii najcięższej w 11, 12 i 13 dan (w każdej 2 moździerze),
- 18 × 220 mm moździerzy wz. 1932 (ponadto 1 moździerz w Ośrodku Zapasowym Artylerii Motorowej Nr 1 w m. Góra Kalwaria, 1 moździerz w Centrum Badań Balistycznych w m. Zielonka i 7 moździerzy w Głównej Składnicy Uzbrojenia Nr 1 w m. Stawy, które w 1940 r. miały stanowić uzbrojenie czwartego dywizjonu artylerii najcięższej).

Artyleria pomiarowa:
- 8 baterii pomiarów artylerii nr 1 – 8
- Ośrodek Zapasowy Pomiarów Artylerii Nr 1 w Wesołej

Artyleria przeciwlotnicza:
- 1 Morski Dywizjon Artylerii Przeciwlotniczej,
- 2 Morski Dywizjon Artylerii Przeciwlotniczej,
- 44 baterie dział plot. 75 mm
- 35 baterii dział plot. 40 mm
- 3 plutony dział plot. 40 mm

Artyleria przeciwpancerna:
- ok. 110 baterii dział ppanc. po 9 dział (w pułkach piechoty)
- 38 baterii dział ppanc. po 4 działa (w brygadach kawalerii)
- 7 baterii dział ppanc. po 2 działa

Artyleria piechoty:
- 132 plutony dział pułkowych 75 mm

### Bronie pancerne
- 2 brygady pancerno-motorowe[2]: 10 Brygada Kawalerii i Warszawska Brygada Pancerno-Motorowa
- 3 samodzielne bataliony czołgów lekkich nr 1, 2 i 21
- improwizowana Grupa Pancerno-Motorowa Obrony Warszawy
- 11 dywizjonów pancernych nr 11, 21, 31, 32, 33, 51, 61, 62, 71, 81, 91
- 2 samodzielne kompanie czołgów lekkich nr 21, 121 w składzie brygad pancerno-motorowych
- 3 samodzielne kompanie czołgów lekkich Renault R-17 nr 111, 112, 113
- 2 improwizowane kompanie czołgów lekkich w Grupie Pancerno-Motorowej
- improwizowana półkompania czołgów lekkich Renault R-35 i Hotchkiss H-35 przydzielona do Grupy „Dubno”
- improwizowany pluton czołgów lekkich Renault R-17 przydzielony do batalionu saperów kolejowych w Legionowie
- pluton czołgów lekkich Ośrodka Zapasowego Broni Pancernych Nr 3 w Żurawicy
- 17 organicznych (wchodzących w skład brygad zmot. – razem 2 komp.)[4] i samodzielnych kompanii czołgów rozpoznawczych nr 11, 31, 32, 41, 42, 51, 52, 61, 62, 63, 71, 72, 81, 82, 91, 92, 101
- improwizowana kompania czołgów rozpoznawczych Grupy Pancerno-Motorowej
- 2 szwadrony czołgów rozpoznawczych w składzie dywizjonów rozpoznawczych brygad pancerno-motorowych
- 11 szwadronów czołgów rozpoznawczych w składzie dywizjonów pancernych brygad kawalerii
- 2 plutony czołgów rozpoznawczych w składzie p. strz. piesz. i 1 psk
- improwizowany pluton czołgów rozpoznawczych „Grupy Grodzieńskiej”
- improwizowany pluton czołgów rozpoznawczych Zgrupowanie „Brześć”
- pluton czołgów rozpoznawczych Ośrodka Zapasowego Broni Pancernych Nr 3 w Żurawicy
- 11 szwadronów samochodów pancernych w dywizjonach pancernych brygad kawalerii, w tym dziesięć wyposażonych w pojazdy wz. 1934, a jeden w wozy wz. 1929
- 10 pociągów pancernych nr 11, 12, 13, 14, 15, 51, 52, 53, 54, 55
- 2 improwizowane pociągi pancerne Obrony Warszawy nr 1 i 2
- 3 improwizowane pociągi pancerne Lądowej Obrony Wybrzeża: pociąg dowodzony przez por. Zygmunta Budzyńskiego i pociąg dowodzony przez por. A. Matuszaka oraz ”Smok Kaszubski”
- szkolny pociąg pancerny Ośrodka Zapasowego Pociągów Pancernych

### Saperzy
- 2 pułki saperów
- 48 batalionów saperów
- 64 kompanie i szwadrony saperów
- 30 kolumn pontonowych i mostowych

### Łączność
- 97 kompanii i szwadronów łączności
- 1 kompania dozorowania
- kompania łączności Zgrupowania „Brześć”

### Lotnictwo
- 2 dowództwa brygad (Brygada Pościgowa i Brygada Bombowa),
- 11 dowództw dywizjonów
- 4 eskadry bombowe
- 15 eskadr myśliwskich
- 11 eskadr towarzyszących
- 13 eskadr liniowych
- 12 kompanii balonowych

Łącznie zmobilizowano ok. 900 tys. żołnierzy, z 1,35 mln planowanych.
Siły Korpusu Ochrony Pogranicza liczyły ok. 26 tys. ludzi, Straży Granicznej – 5,4 tys.

## Faktyczna mobilizacja a powszechna
Ludność Polski w 1938 r. to ok. 34 849 tys.. Jak podano w Jednostki WP zmobilizowane i improwizowane faktycznie zmobilizowano ok. 900 tys. żołnierzy, z 1350 tys. planowanych. Dlatego czasem we wspomnieniach pojawia się stwierdzenie odmowy mobilizacji, ze wzgl. na brak broni. Liczba ludności III Rzeszy w 1939 to ok. 69 314 tys., armia to ok. 1 850 tys., przy kilkukrotnej przewadze w wojskach pancernych oraz lotniczej i artyleryjskiej. Natomiast armia ZSRR wykorzystana w 1939 to ok. 1 500 tys.. Przestarzała armia francuska w tym samym okresie to ~ 5 mln żołnierzy, 6 tys. czołgów, oraz prawie 3 tys. samolotów przy ~42 mln. Odbicie tego faktu jest w obwieszczeniu o mobilizacji, gdzie tylko część potencjalnych sprawnych otrzymuje karty do natychmiastowego otrzymania broni i mobilizacji.

### Uzbrojenie Wojska Polskiego

#### Broń strzelecka
- 29.146 egz. 9 mm pistoletu „Vis” wz. 1935
- ok. 50 egz. 9 mm pistoletu maszynowego „Mors” wz. 1939
- ok. 1,2 mln karabinów i karabinków, w tym:
  - 145.222 egz. 8 mm karabinu wz. 1886/93
  - 241.000 egz. 7,92 mm karabinu wz. 1898
  - 59.500 egz. 7,92 mm karabinu wz. 1898a
  - 300.849 egz. 7,92 mm karabinka wz. 1929
  - ok. 150 egz. 7,92 mm karabinu samopowtarzalnego wz. 1938M
- 19.971 egz. 7,92 mm ręcznego karabinu maszynowego wz. 1928
- 7.579 egz. 7,92 mm ciężkiego karabinu maszynowego wz. 1930
- 120 egz. 7,92 mm ciężkiego karabinu maszynowego wz. 1930a
- ok. 50 egz. 20 mm najcięższego karabinu maszynowego FK-A wz. 1938
- 29 egz. 13,2 mm najcięższego karabinu maszynowego Hotchkiss wz. 1930
- 2.850 egz. 46 mm granatnika wz. 1936
- 397 egz. 46 mm granatnika wz. 1930

- ok. 1200 moździerzy 81 mm
- ok. 3500 rusznic ppanc. wz. 35
- ok. 1200 dział ppanc. 37 mm
- ok. 300 dział plot. 40 mm
- 156 dział plot. 75 mm
- 24 armaty górskie 65 mm
- 1840 armat polowych 75 mm
- 2 armaty nabrzeżne 100 mm Canet
- 254 armaty polowe 105 mm
- 43 armaty polowe 120 mm
- 4 nabrzeżne armaty 152,4 mm Bofors
- 900 haubic 100 mm
- 341 haubic 155 mm
- 27 moździerzy 220 mm

#### czołgiisamochody pancerneorazpociągi pancerne
- 80 na 87 posiadanych samochodów pancernych wz. 1934 (oraz 6 w OZ Broni Pancernych)
- 8 na 13 posiadanych samochodów pancernych wz. 1929
- 184 na 274 czołgi rozpoznawcze TKS (oraz 16 w OZ Broni Pancernych)
- 220 na 300 czołgów rozpoznawczych TK (oraz 16 w OZ Broni Pancernych)
- 120 na 134 czołgów lekkich 7TP (2 baony po 49 i 2 improwizowane kompanie po 11) + 15 w OZ Broni Pancernych
- 32 na 38 czołgów lekkich Vickers E + 2 w OZ Broni Pancernych
- 45 na 50 czołgów lekkich Renault R-35
- 1 czołg lekki Hotchkiss H-35
- 65 na 102 czołgi lekkie Renault R-17 (+2 w OZ Pociągów Pancernych)
- 10 na 11 pociągów pancernych (1 w OZ Pociągów Pancernych)

#### Inne
- 44 bombowce Łoś
- 300 myśliwców P-7 i P-11
- 292 samoloty towarzyszące R-XIII i RWD-14
- 188 samolotów liniowych Karaś
- 17 wodnopłatowców
- 4 niszczyciele „Błyskawica”, „Burza”, „Grom”, „Wicher”
- 1 stawiacz min „Gryf”
- 5 okrętów podwodnych „Orzeł”, „Ryś”, „Sęp”, „Wilk”, „Żbik”
- 1 torpedowiec „Mazur”
- 6 minowców typu Jaskółka
- 2 kanonierki „Generał Haller”, „Komendant Piłsudski”
- 5 okrętów pomocniczych
- 34 okręty rzeczne